# Марокко на літніх Олімпійських іграх 1996
Марокко брала участь в Літніх Олімпійських іграх 1996 року в Атланті (США) в дев'ятий раз за свою історію і завоювала дві бронзові медалі. Збірну країни представляли 34 спортсмена (32 чоловіка та 2 жінки).

## Бронза
- Легка атлетика, чоловіки, 5000 метрів — Халід Буламі.
- Легка атлетика, чоловіки, 10000 метрів — Салех Гіссу.

## Склад олімпійської команди Марокко

### Бокс
Спортсменів — 6
- До 48 кг. Хамід Берхілі
- До 51 кг. Мухаммед Збір
- До 54 кг. Хічам Нафіл
- До 57 кг. Мухаммед Ашик
- До 67 кг. Кабіл Лахсен
- До 75 кг. Мухаммед Месбахі

### Легка атлетика
Загалом на олімпіаду кваліфікувалось 17 легкоатлетів Марокко (16 чоловіків та 1 жінка).